# Kujaniwka
Kujaniwka (ukr. Куянівка) – wieś na Ukrainie, w obwodzie sumskim, w rejonie sumskim, w hromadzie Biłopilla. W 2001 liczyła 1063 mieszkańców, spośród których 1008 wskazało jako ojczysty język ukraiński, 43 rosyjski, 10 białoruski, a 2 inny.

## Urodzeni
- Natałka Biłocerkiweć